# Liptovské Beharovce
Liptovské Beharovce (bis 1948 slowakisch nur „Beharovce“; ungarisch Behárfalu) ist eine Gemeinde im Norden der Slowakei mit 90 Einwohnern (Stand 31. Dezember 2024), die zum Okres Liptovský Mikuláš, einem Teil des Žilinský kraj, gehört und zur traditionellen Landschaft Liptau gezählt wird.

## Geographie

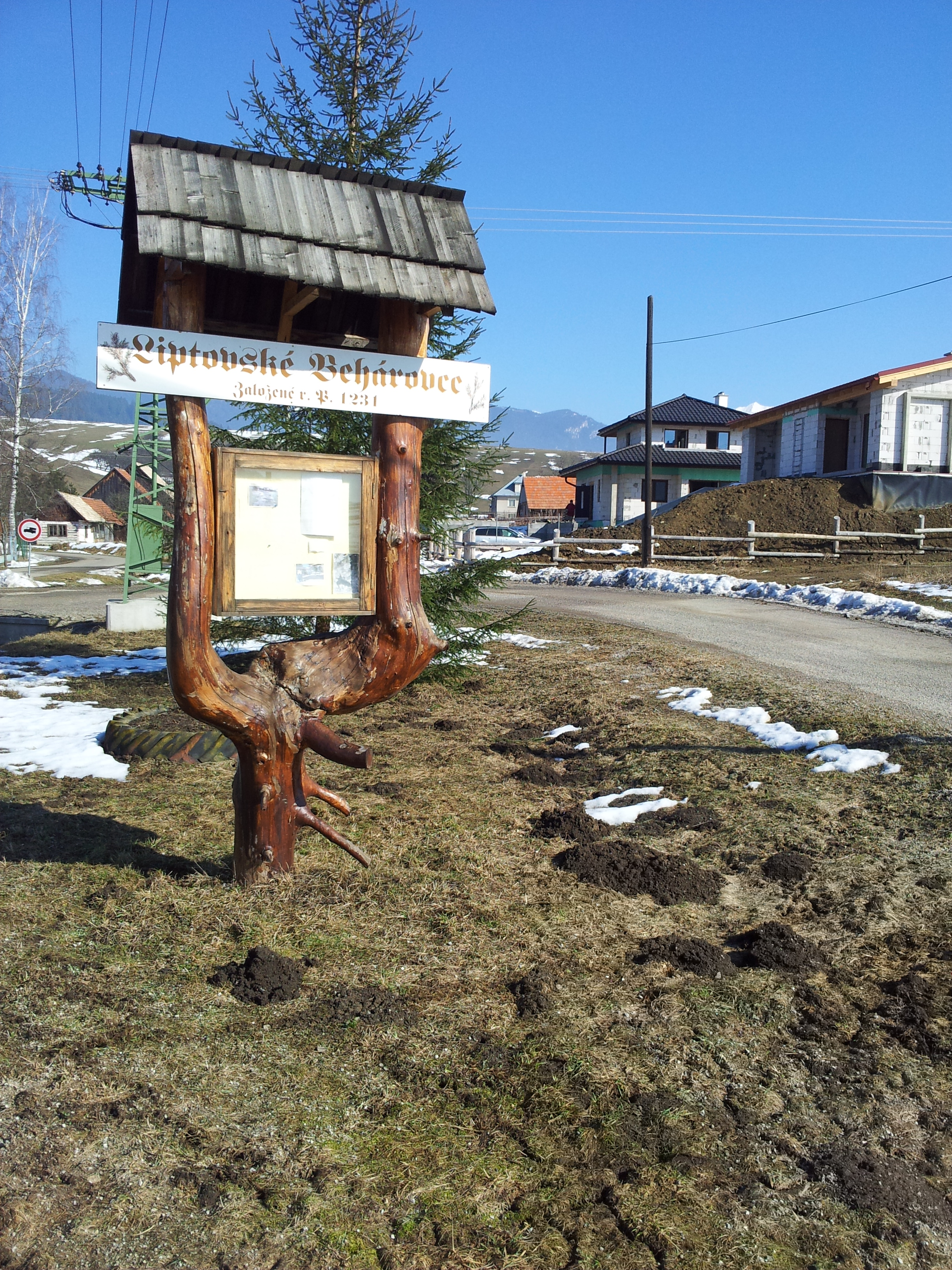
Schild am Ortseingang

Die Gemeinde befindet sich im Mittelteil des Talkessels Liptovská kotlina (Teil der größeren Podtatranská kotlina) unterhalb der Westtatra. Das Ortszentrum liegt auf einer Höhe von 634 m n.m. und ist neun Kilometer von Liptovský Mikuláš entfernt.
Zur Gemeinde gehört auch der nach 1877 eingemeindete Ort Beníky (erste Erwähnung 1386 als Benykfalua, ungarisch Benyiki). Heute ist er kein offizieller Gemeindeteil mehr.
Nachbargemeinden sind Liptovský Trnovec im Westen und Norden, Pavlova Ves (Katastralgemeinde Babky) im Nordosten, Bobrovček im Osten und Pavlova Ves (Katastralgemeinde Pavlova Ves) im Süden.

## Geschichte
Der Ort entstand auf Ländereien, die ein gewisser Behar, Sohn von Semel, per Donationsurkunde von Andreas II. erhielt. Zum ersten Mal 1295 wurde er als curia Behar schriftlich erwähnt. Damals war das Dorf Besitz des örtlichen Landadels, später gehörte es Familien wie Nemes, Lačnov, Urban, Allman und Bohuš. Im 18. Jahrhundert arbeiteten je eine Brauerei und Brennerei in Beharovce. 1784 hatte die Ortschaft 33 Häuser und 190 Einwohner, 1828 zählte man 27 Häuser und 249 Einwohner, die als Geigenbauer, Hirten, Landwirte und Zimmerleute beschäftigt waren.
Bis 1918 gehörte der im Komitat Liptau liegende Ort zum Königreich Ungarn und kam danach zur Tschechoslowakei und schließlich zur Slowakei.

## Bevölkerung
| Jahr                | 1994 | 2004     | 2014     | 2024     |
| ------------------- | ---- | -------- | -------- | -------- |
| Anzahl der Personen | 52   | 59       | 71       | 90       |
| Unterschied         |      | +13,46 % | +20,33 % | +26,76 % |

| Jahr                | 2023 | 2024    |
| ------------------- | ---- | ------- |
| Anzahl der Personen | 84   | 90      |
| Unterschied         |      | +7,14 % |

Nach der Volkszählung 2011 wohnten in Liptovské Beharovce 66 Einwohner, davon 65 Slowaken. Ein Einwohner machte keine Angabe zur Ethnie.
51 Einwohner bekannten sich zur römisch-katholischen Kirche, fünf Einwohner zur Evangelischen Kirche A. B. und ein Einwohner zur griechisch-katholischen Kirche. Sieben Einwohner waren konfessionslos und bei zwei Einwohnern wurde die Konfession nicht ermittelt.